# فانيسا والترز
فانيسا والترز (بالإنجليزية: Vanessa Walters)‏ (1978)؛ مؤلِّفة، كاتِبة مسرحية وروائية بريطانية.